# Американские грифы
Америка́нские гри́фы (лат. Cathartidae) — семейство птиц из отряда ястребообразных (Accipitriformes), обитающих в районах с умеренным и тропическим климатом Северной и Южной Америки. Семейство в разное время относили также к отрядам соколообразных либо аистообразных или выделяли в отдельный отряд грифов Нового Света (Cathartiformes). Представители семейства характеризуются крупными размерами и парящим полётом; питаются падалью.
В результате конвергенции приобрели большое сходство с некоторыми дневными хищными птицами (грифами Старого Света), занимая аналогичную экологическую нишу.

## Филогенетическое происхождение
Несмотря на достаточно большое количество найденных ископаемых остатков катартид, пути их эволюции до конца не ясны. Многие вымершие таксоны, которые в равной степени могли бы относиться к американским грифам или другим группам птиц, считаются представителями этого семейства. В доисторические времена катартиды обитали в Европе и даже могли там возникнуть.
Как бы то ни было, в плиоцене и плейстоцене наблюдалось гораздо большее разнообразие катартид, соперничающее с таковым в группе современных грифов Старого Света. Исчезновение катартид в Новом Свете совпадает с вымиранием крупных млекопитающих плейстоцена — их основного источника питания.
Вымершими родами этого семейства считаются:
- Diatropornis (поздний эоцен/ранний олигоцен — средний олигоцен, Франция)
- Phasmagyps (ранний олигоцен, запад и центр Северной Америки)
- Brasilogyps (поздний олигоцен — ранний миоцен, Бразилия)
- Hadrogyps (средний миоцен, юго-запад Северной Америки)
- Pliogyps (поздний миоцен — поздний плиоцен, юг Северной Америки)
- Perugyps (поздний миоцен/ранний плиоцен, юг и центр Перу)
- Dryornis (ранний — поздний плиоцен, Аргентина; может принадлежать к современному роду Vultur)
- Aizenogyps (поздний плиоцен, юго-восток Северной Америки)
- Breagyps (поздний плейстоцен, юго-запад Северной Америки)
- Geronogyps (поздний плейстоцен, Перу)
- Wingegyps (поздний плейстоцен, Бразилия)
- Parasarcoramphus (Европа)

|                                 |
| Вымерший кондор Breagyps clarki |

Остатки птиц, похожих на катартид, которые были найдены в Монголии (поздний олигоцен), в США (Lee Creek Mine, Северная Каролина; поздний миоцен/ранний плиоцен), в Аргентине (средний плиоцен) и в более поздних отложениях на Кубе, ещё не получили исчерпывающей научной оценки относительно их родовой принадлежности. Имеются также вымершие виды внутри ныне существующих родов.
Факт присутствии катартид в Европе во времена неогена не имеет достаточного подтверждения. В самом раннем неогене в Европе обитал род Plesiocathartes, возможно, принадлежащий к грифам Нового Света. С другой стороны, род Neocathartes, долгое время причислявшийся к американским грифам, ныне относят к вымершему семейству Bathornithidae журавлеобразных птиц.
Известно близкое катартидам вымершее семейство тераторнид (Teratornithidae), по существу являющееся (северо)американским двойником катартид. Вид Aiolornis incredibilis, принадлежащий к этому семейству, иногда называют «гигантским кондором», поскольку он должен был бы выглядеть подобно современным птицам. Однако тераторниды не имеют очень близкого родства с современными кондорами, а скорее всего представляют собой пример конвергенции и параллельной эволюции. Некоторые исследования указывают на то, что тераторниды всё же должны иметь меньшее внешнее сходство с катартидами, так как они, по-видимому, являлись больше хищными птицами, в отличие от современных американских грифов.
Ранее считалось, что американские грифы имеют отдалённое родство с грифами Старого Света или другими дневными хищными птицами из отряда соколообразных (Falconiformes). Внешне они напоминают грифов Старого Света благодаря конвергенции и параллельной эволюции, но по морфологическим, поведенческим и генетическим особенностям гораздо ближе к аистам, что позднее выразилось в их присоединении к отряду аистообразных.
Тем не менее, за последнее время их отнесение к аистообразным также подвергается критике некоторыми исследователями, так как в традиционной классификации аистообразные не считаются монофилетической группой, а по классификации Сибли и Алквистаявляются парафилетическим образованием, то есть не включают все группы, возникшие от одного и того же общего предка. С другой стороны, попытки восстановить эволюционную историю всего отряда аистообразных с помощью молекулярного анализа, как это было сделано, например, Сибли и Алквистом, также выглядят неоднозначными. Соответственно, некоторые учёные выступают за возвращение этого семейства в отряд соколообразных и даже за его выделение в отдельный отряд Cathartiformes, который не связан тесно ни с хищными птицами, ни, тем более, с аистами и цаплями/

## Общая характеристика

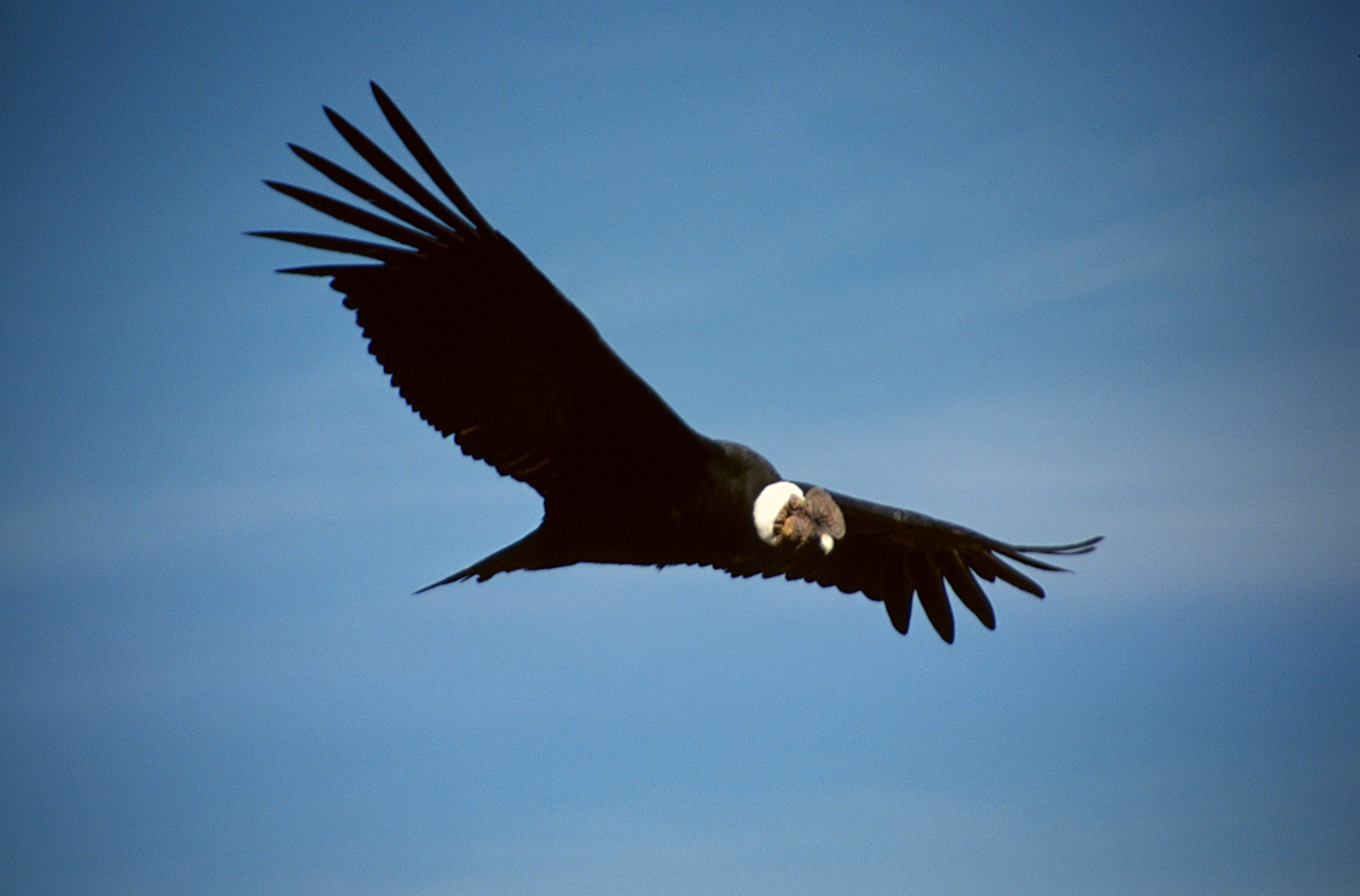
Андский кондор (Vultur gryphus), Cruz del Cóndor, каньон Колка, Перу

Грифы Нового Света — крупные птицы-некрофаги (падальщики) длиной 60—112 см. Имеют носовые отверстия без перегородки, клюв, суженный к концу восковицы, и хвост, состоящий из 12 рулевых перьев. Оперение, как правило, коричневато-чёрное, на нижней поверхности крыла имеются светлые участки. Самки и самцы внешне неразличимы.

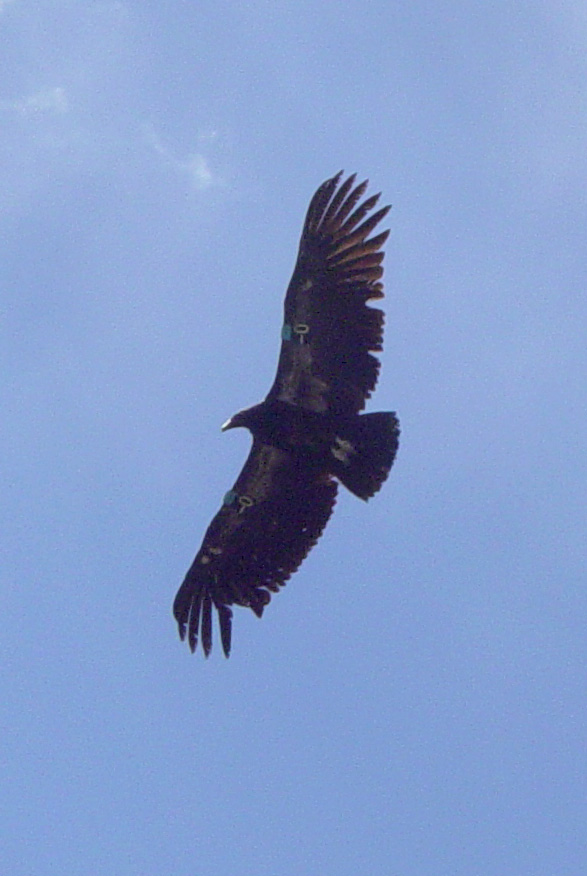
Калифорнийский кондор (Gymnogyps californianus) в районе Большого Каньона (США)

Гребенчатые грифы, к которым относят андского (Vultur gryphus) и калифорнийского (Gymnogyps californianus) кондоров и королевского грифа (Sarcoramphus papa), отличаются мясистыми гребнями при основании клюва и на лбу.
Андский кондор имеет оперение чёрного цвета с белым воротником и пятнами на крыльях, с красной голой шеей. Этот вид характеризуется длиной до 130 см, а шириной в размахе крыльев до 3,2 м, являясь наиболее крупным представителем новонёбных птиц. Водится в высоких горах Южной Америки — от Кито (Эквадор) до 45° ю. ш. (Чили). Питается трупами крупных животных, но нападает и на овец и других более мелких млекопитающих.
Калифорнийский кондор, близкий к андскому, но несколько мельче последнего. Водится в горах Калифорнии и Аризоны. Практически исчез в XX веке; начиная с 1980-х годов весьма успешно осуществляется программа восстановления численности и изучения биологии этого вымирающего вида, инициированная при Зоопарке Сан-Диего.

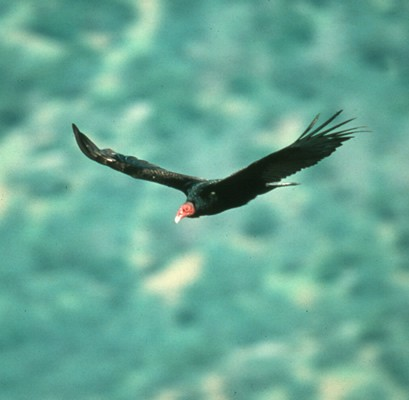
Гриф-индейка (Cathartes aura)

Королевский гриф отличается оперением белого и розово-белого цвета, кроме чёрных маховых и рулевых перьев и окрашенных красным и желтым цветом головы и шеи, длиной около 90 см. Водится в лесистых странах Южной Америки — от 32° ю. ш. в Аргентине до южной Мексики.
Грифы из родов Cathartes и Coragyps не имеют мясистых выростов. Гриф-индейка (Cathartes aura), чёрно-бурого цвета с металлическим блеском и красной головой и шеей, длиной 78 см, и американская чёрная катарта (Coragyps atratus), чёрного цвета с буроватым оттенком и серой головой и шеей, длиной 60 см, распространены по всей Америке.

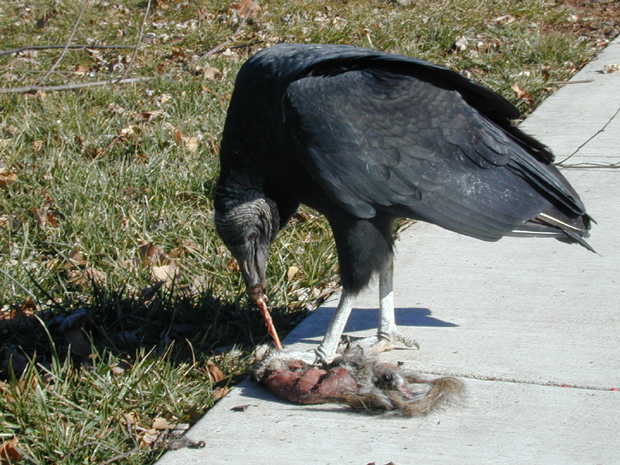
Американская чёрная катарта (Coragyps atratus), поедающий падаль

## Образ жизни
Питаются главным образом падалью, являясь таким образом естественными санитарами. Иногда нападают на новорождённых копытных животных.
Кондоры характеризуются наиболее сильно развитым обонянием среди американских грифов и вообще всех птиц.
Гнёзда строят на скалах и в дуплах деревьев. Откладывают 1—3 яйца белого или светло-серо-зелёного цвета. Насиживанием яиц занимаются самец и самка.

## Классификация
В состав ныне живущих американских грифов включены пять родов и семь видов — пять грифов и два кондора. За исключением рода грифов-индеек (Cathartes), все остальные роды являются монотипическими, то есть включают в себя только один вид:
Грифы:
- Гриф-индейка (Cathartes aura (Linnaeus, 1758))
- Большая желтоголовая катарта (Cathartes melambrotus Wetmore, 1964)
- Малая желтоголовая катарта (Cathartes burrovianus Cassin, 1845)
- Королевский гриф (Sarcoramphus papa (Linnaeus, 1758))
- Американская чёрная катарта (Coragyps atratus (Bechstein, 1793)), или гриф-урубу

Кондоры:
- Калифорнийский кондор (Gymnogyps californianus (Shaw, 1797))
- Андский кондор (Vultur gryphus Linnaeus, 1758)

Возможно, раньше существовал американский украшенный гриф, однако споры о его существовании продолжаются до сих пор.

## Генетика
Кариотип: около 80 хромосом (2n).
Молекулярная генетика
- Депонированные нуклеотидные последовательности в базе данных EntrezNucleotide, GenBank, NCBI, США: 50 974 (по состоянию на 18 февраля 2015).
- Депонированные последовательности белков в базе данных EntrezProtein, GenBank, NCBI, США: 11 582 (по состоянию на 18 февраля 2015).

Бо́льшая часть депонированных последовательностей принадлежит грифу-индейке (Cathartes aura), который, наряду с калифорнийским кондором (Gymnogyps californianus), является генетически наиболее изученным представителем данного семейства.
Геномика
Полное геномное секвенирование произведено для двух видов — грифа-индейки (C. aura; в 2014 году) и калифорнийского кондора (G. californianus; в 2013 году). Проект по консервационной геномике калифорнийского кондора, осуществляемый при научно-исследовательском институте Зоопарка Сан-Диего, привёл к созданию микросателлитной и БАК-библиотеки генома этого вымирающего вида, его сравнительной физической и цитогенетической карты, а также к секвенированию его транскриптома.